# Paula Burlamaqui
Ana Paula Burlamaqui Soares (Niterói, 2 de febrero de 1967) es una actriz brasileña.
La hija del exportero Mauro Matta Soares, que actuó en el Vasco y Flamengo, fue vencedora del concurso Garota del Fantástico, de la Rede Globo, en 1987. Su estreno en novelas se dio en 1989, con O Sexo dos Anjos, en la misma emisora.
En 2014, pasa a firmar Paula Burlamaquy, a causa de la numerología.

## Trabajos en la televisión
- 1987 - Garota do Fantástico.... sí mesma (vencedora)
- 1987 - O Outro.... Zulmira
- 1989 - O Sexo dos Anjos.... Bia
- 1990 - Barriga de Aluguel.... Paulinha
- 1992 - Pedra sobre Pedra.... Nair
- 1993 - O Mapa da Mina.... Neide
- 1993 - Olho no Olho.... Sandra
- 1995 - Explode Coração.... Rose
- 1996 - Sai de Baixo
- 1996 - Perdidos de Amor.... Vivian Lemos
- 1998 - Serras Azuis.... Tonieta
- 2000 - Uga-Uga.... Kate
- 2002 - Sabor da Paixão.... Tânia Freitas
- 2003 - Os Normais
- 2004 - El color del pecado.... Cliente de Pai Helinho
- 2005 - América.... Islene[2]
- 2006 - O Profeta.... Teresa Ribeiro Guimarães
- 2007 - Faça Sua História.... Marcilene
- 2008 - La favorita.... Stela
- 2009 - Cuna de gato.... Sofia
- 2011 - Cuento encantado.... Penélope
- 2012 - Dercy de Verdade.... Isabel de Oliveira[3]
- 2012 - Avenida Brasil .... Dolores Neiva (Soninha Catatau)[4]
- 2013 - Preciosa perla .... Volpina
- 2014 - Eu Que Amo Tanto .... Cristiane
- 2015 - Reglas del juego .... Sueli
- 2017 - Os Trapalhões .... Blancanieves